# Niebyła (Petite-Pologne)
Pour les articles homonymes, voir Niebyła (Silésie).
Niebyła est une localité polonaise de la gmina de Skała, située dans le powiat de Cracovie en voïvodie de Petite-Pologne.